# Херфорст
Херфорст (нем. Herforst) — община в Германии, в земле Рейнланд-Пфальц. 
Входит в состав района Айфель-Битбург-Прюм. Подчиняется управлению Шпайхер.  Население составляет 1157 человек (на 31 декабря 2010 года). Занимает площадь 3,75 км².